# Юрьевцево
Юрьевцево — деревня в Вологодском районе Вологодской области.
Входит в состав Подлесного сельского поселения, с точки зрения административно-территориального деления — в Подлесный сельсовет.
Расстояние по автодороге до районного центра Вологды — 18 км, до центра муниципального образования Огарково — 5 км. Ближайшие населённые пункты — Невинниково, Конюхово, Снасудово, Реброво, Лисицыно.
По переписи 2002 года население — 3 человека.